# Мемориален парк на линкора „Алабама“
Мемориалът на линкора „Алабама“ е мемориален исторически парк и музей, разположен в залива Мобил-Бей в Мобил (щата Алабама).
В парка има колекция самолети и няколко кораба-музеи, включая линейния кораб „Алабама“ (BB-60) (на английски: USS Alabama (BB-60)) от типа „Саут Дакота“ и подводницата „Дръм“ (SS-228) (на английски: USS Drum (SS-228)) от типа „Гато“. „Алабама“ и „Дръм“ са национални исторически паметници на САЩ; паркът, като цяло, на 28 октомври 1977 г. е вписан в Регистъра на паметниците и обектите от историческото наследство на САЩ.

## История
През май 1962 г., когато е взето решението да се утилизира линкора „Алабама“ и трите еднотипни му кораба „Саут Дакота“ (BB-57) (на английски: USS South Dakota (BB-57)), „Индиана“ (BB-58) (на английски: USS Indiana (BB-58)) и „Масачузетс“ (BB-59) (на английски: USS Massachusetts (BB-59)), жителите на щата Алабама организират комисия (USS „Alabama“ Battleship Commission) по събиране на средства за съхраняването на линкора „Алабама“ в качеството на мемориал на участниците във Втората световна война. От получената сума около 100 000 долара са събрани от учениците на Алабама в 5- и 10-центови монети.
Корабът е передаден на щата на 16 юни 1964 г., официалното му предаване се състои на 7 юли 1964 г., по време на церемония в Сиатъл (щата Вашингтон). Линкорът е отбуксиран в Мобил-Бей, където пристига на 14 септември 1964 г., а на 9 януари 1965 г. е отворен за посещение в качеството на музей. През 1969 г. към линкора се присъединява подводната лодка „Дръм“, която до 2001 г. е пришвартована до борда линкора, а след това е пренесена върху постамент, построен на брега.
Ураганът Катрина, на 29 август 2005 г., нанася на музея щети в размер на 7 милиона долара. Той практически напълно разрушава павилиона с авиациона техника и премества линкора от котвената му стоянка, поради което той се накренява на 8 градуса по левия борд. След това произшествие паркът е временно затворен за реконструкция, и отново отваря врати на 9 януари 2006 г.

## Управление
Паркът принадлежи на шата Алабама и се управлява от независимата правительствена агенция Комисия на линкора „Алабама“ (USS „Alabama“ Battleship Commission). Комисията се състои от 18 члена, назначавани от губернатора на щата, които контролират дейността на парка.

## Експонати
- Линкорът „Алабама“ (BB-60) от времето на Втората световна война.
- Подводната лодка „Дръм“ (SS-228) от времето на Втората световна война.
- Бомбардировачи и изтребители от различни типове, включая B-52 от времето на войната във Виетнам, P-51 „Мустанг“ на авиагрупата „Летците от Тъскиджи“ (на английски: Tuskegee Airmen), самолетът-шпион Lockheed A-12 и др.
- Речен патрулен катер от Виетнамската война.
- Различно въоръжение – от зенитното оръдие M51 Skysweeper до танк M4 Sherman.
- Балистичната ракета със средна далечина на полета „Редстоун“.
- Мемориал за войната в Корея.
- Мемориал за Виетнамската война.

- Фотографии
- Носовите кули на линкора „Алабама“, 2008 г.
- Подводната лодка „Дръм“, 1994 г.
- Самолет A-12, 1994 г.